# Episodi di Magnum, P.I. (ottava stagione)
La ottava ed ultima stagione della serie televisiva Magnum, P.I. è stata trasmessa in prima visione negli Stati Uniti d'America da CBS tra il 1987 e il 1988.
In Italia è stata trasmessa in prima visione da Italia 1 tra il 1989 e il 1990.
| nº | Titolo originale                     | Titolo italiano              | Prima TV USA     | Prima TV Italia |
| -- | ------------------------------------ | ---------------------------- | ---------------- | --------------- |
| 1  | Infinity and Jelly Doughnuts         | Krapfen caldi                | 7 ottobre 1987   |                 |
| 2  | Pleasure Principle                   | Prima il piacere             | 14 ottobre 1987  |                 |
| 3  | Innocence... A Broad                 | Il lupo solitario            | 28 ottobre 1987  |                 |
| 4  | Tigers Fan                           | Uno sbirro per amico         | 4 novembre 1987  |                 |
| 5  | Forever in Time                      | Tua per sempre               | 11 novembre 1987 |                 |
| 6  | The Love That Lies                   | Bugie per amore              | 18 novembre 1987 |                 |
| 7  | A Girl Named Sue                     | Scuole serali                | 13 gennaio 1988  |                 |
| 8  | Unfinished Business                  | La vendetta                  | 20 gennaio 1988  |                 |
| 9  | The Great Hawaiian Adventure Company | La grande avventura hawaiana | 27 gennaio 1988  |                 |
| 10 | Legend of the Lost Art               | Il segreto della caverna     | 10 febbraio 1988 |                 |
| 11 | Transitions                          | Transizione                  | 17 febbraio 1988 |                 |
| 12 | Resolutions (1)                      | Festa a sorpresa (1ª parte)  | 8 maggio 1988    |                 |
| 13 | Resolutions (2)                      | Festa a sorpresa (2ª parte)  | 8 maggio 1988    |                 |